# 潘珪
潘珪（1431年—？），字公瑞，江西廣信府永豐縣人，明朝政治人物。進士出身。

## 生平
江西鄉試第一百十一名。天順元年（1457年）丁丑科會試第二百十三名，殿試登進士第三甲第九十四名。

## 家族
曾祖潘文質。祖父潘永年。父亲潘泰。